# Daniel Mitow

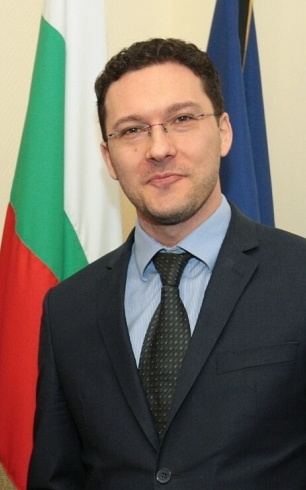
Daniel Mitow (2015)

Daniel Pawlow Mitow (bulgarisch Даниел Павлов Митов Daniel Pavlov Mitov; * 4. Dezember 1977 in Sofia) ist ein bulgarischer Politiker. Vom 5. August 2014 bis zum 27. Januar 2017 war er Außenminister Bulgariens. Er ist Mitglied der konservativen Partei GERB.

## Studium und Tätigkeiten
Während seines Studiums der Politikwissenschaften an der Universität Sofia, nahm Mitow an den Austauschprogrammen des Marshall Memorial Funds, sowie am Program des personnalites d'avenir des französischen Außenministeriums teil.
Ab Herbst 2010 war Mitow, im Zuge seines Amtes als Programmmanager zur Entwicklung und Unterstützung politischer Parteien für das US National Democratic Institut (NDI) u. a. im Irak, in Brüssel, Jemen und Tunesien tätig.
2014 wurde er von Präsident Rossen Plewneliew zum Außenminister im Interimskabinett Blisnaschki ernannt. Als nach den vorgezogenen Parlamentswahlen GERB erneut stärkste parlamentarische Kraft wurde, behielt Mitow in der neugebildeten Regierung Borissow III seinen Posten.
Im April 2021 gab Bojko Borissow bekannt, dass seine Partei Daniel Mitow als Kandidaten für den Posten des Premierministers nominiert.